# Hammonton
Hammonton város az USA New Jersey államában,  Atlantic megyében. Lakosainak száma 14 711 fő (2020. április 1.).

## Népesség
A település népességének változása:

| 2010 | 14 791 |
| 2020 | 14 711 |